# الکتروکاتالیست

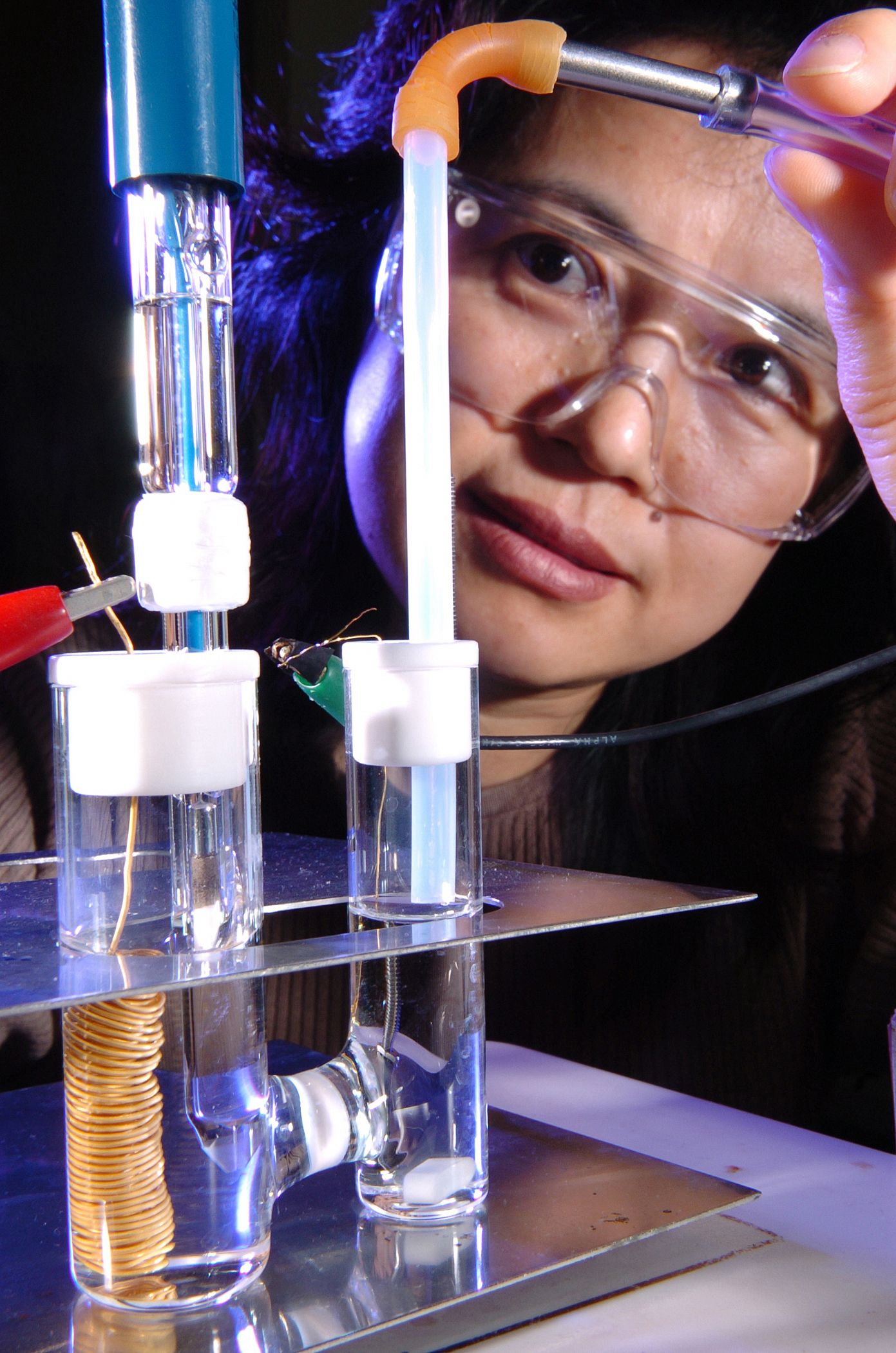
پایداری الکتروکاتالیست کاتد پلاتین اندازه‌گیری می‌شود.

الکتروکاتالیست، کاتالیزوری است که در واکنش‌های الکتروشیمیایی شرکت می‌کند. کاتالیزورها بدون مصرف شدن و واکنش دادن در واکنش‌ها، آنها را سرعت می‌بخشند. الکتروکاتالیست‌ها نوعی از کاتالیزورها هستند که در سطح الکترود کار می‌کنند یا ممکن است خود سطح الکترود باشند. الکتروکاتالیست می‌تواند ناهمگن باشد مانند سطح پلاتین یا نانوذرات، یا مانند یک آنزیم یا ترکیبات کمپلکس همگن باشد. الکتروکاتالیست‌ها به دو روش کلی واکنش‌ها را تسریع می‌کنند؛ با شرکت در انتقال الکترون‌ها بین الکترود و واکنش‌دهنده‌ها یا با اضافه کردن یک تبدیل شیمیایی واسطه که توسط یک نیم‌واکنش توصیف می‌شود.

## محتوا
برای انجام بسیاری از واکنش‌ها، روش‌های مختلفی وجود دارد. به عنوان مثال، هیدروژن و اکسیژن می‌توانند برای تشکیل آب از طریق واکنش رادیکال آزاد که به آن احتراق گفته می‌شود، ترکیب شوند. از گرمای این واکنش می‌توان از طریق موتور درون‌سوز با راندمان بالاتر از ۶۰٪ (با نسبت تراکم ۱۰ و نسبت گرمای ویژه ۱٫۴) براساس چرخه اتو انرژی مفیدی حاصل کرد. هم‌چنین می‌توان هیدروژن و اکسیژن را از طریق واکنش اکسایش-کاهش مانند آنچه در پیل سوختی رخ می‌دهد ترکیب کرد. در این فرایند، واکنش به دو نیم‌واکنش تقسیم می‌شود که در الکترودهای جداگانه رخ می‌دهند. در این شرایط انرژی واکنش‌دهنده مستقیماً به برق تبدیل می‌شود.
| نیم‌واکنش                                                    | E° (V) |
| ----------------------------------------------------------- | ------ |
| H2(g) {\displaystyle \rightleftarrows } 2H+ + 2e−           | ≡ 0    |
| O2(g) + 4 H+ + 4 e− {\displaystyle \rightleftarrows } 2 H2O | +1.23  |

این فرایند مانند موتورهای احتراق وسط چرخه‌های ترمودینامیکی کنترل نمی‌شود، بلکه توسط کل انرژی موجود برای انجام کار یا همان انرژی آزاد گیبس کنترل می‌شود. در مورد این واکنش، در ۲۹۸ کلوین، حداکثر بازدهی ۸۳٪ است. این جفت نیم‌واکنش و بسیاری دیگر به دلیل عدم وجود یک الکتروکاتالیست مؤثر، در کاربردهای عملی به حد نظری خود نمی‌رسند.
یکی از بزرگ‌ترین اشکالات در پیل‌های گالوانیک، مانند پیل‌های سوختی و اشکال مختلف سلول الکترولیتی، این است که انرژی فعال‌سازی زیادی نیاز دارند. انرژی اضافی داده شده برای غلبه بر این انرژی فعال‌سازی به گرما تبدیل می‌شود. در یک واکنش اکسایش-کاهش، این گرما یک محصول جانبی بی‌فایده است که از سیستم از دست می‌رود. برای کم کردن این انرژی اضافی از الکتروکاتالیست مربوط به واکنش استفاده می‌کنند. در مثال بالا، هر دو الکترود و نیم‌سلول مرتبط با آن نیاز به الکتروکاتالیست اختصاصی دارند.
نیم‌واکنش‌های چند مرحله‌ای، دارای انتقال الکترون‌های متعدد، یا واکنش‌هایی با تشکیل یا مصرف گازها اغلب موانع جنبشی قابل توجهی خواهد داشت. علاوه بر این، اغلب بیش از یک واکنش ممکن در سطح یک الکترود وجود دارد. به عنوان مثال، در طول برق‌کافت آب، آند می‌تواند آب را از طریق یک واکنش با دو الکترون به هیدروژن پراکسید یا با یک فرایند با چهار الکترون به اکسیژن تبدیل کند. حضور یک الکتروکاتالیست می‌تواند هر یک از مسیرهای واکنش را تسهیل کند.
مانند سایر کاتالیزورها، یک الکتروکاتالیست بدون اینکه تعادل واکنش را تغییر دهد انرژی فعال سازی آن را کاهش می‌دهد. الکتروکاتالیست‌ها با کم کردن انرژی اضافی مصرف شده توسط موانع فعال‌سازی یک واکنش اکسایش-کاهش، برای اینگونه واکنش‌ها از مزیت بیشتری نسبت به بقیه کاتالیزورها برخوردارند.

## الکتروکاتالیست ناهمگن
از آنجا که واکنش‌های الکتروشیمیایی نیاز به انتقال الکترون بین کاتالیزور جامد (به طور معمول فلز) و الکترولیت دارند، که می‌تواند یک محلول مایع، یک پلیمر یا یک سرامیک با قابلیت انتقال یونی باشد، سینتیک واکنش هم به کاتالیزور و هم الکترولیت بستگی دارد. ماهیت سطح الکتروکاتالیست برخی از خواص واکنش مانند میزان آن و نوع محصولات را تعیین می‌کند.
فعالیت الکتروکاتالیست را می‌توان با اصلاح شیمیایی تنظیم کرد که معمولاً با آلیاژ کردن دو یا چند فلز به دست می‌آید. این به دلیل تغییر در آرایش الکترونی است، به خصوص در زیرلایه d که وظیفه خاصیت کاتالیزوری فلزات نجیب را به عهده دارد.

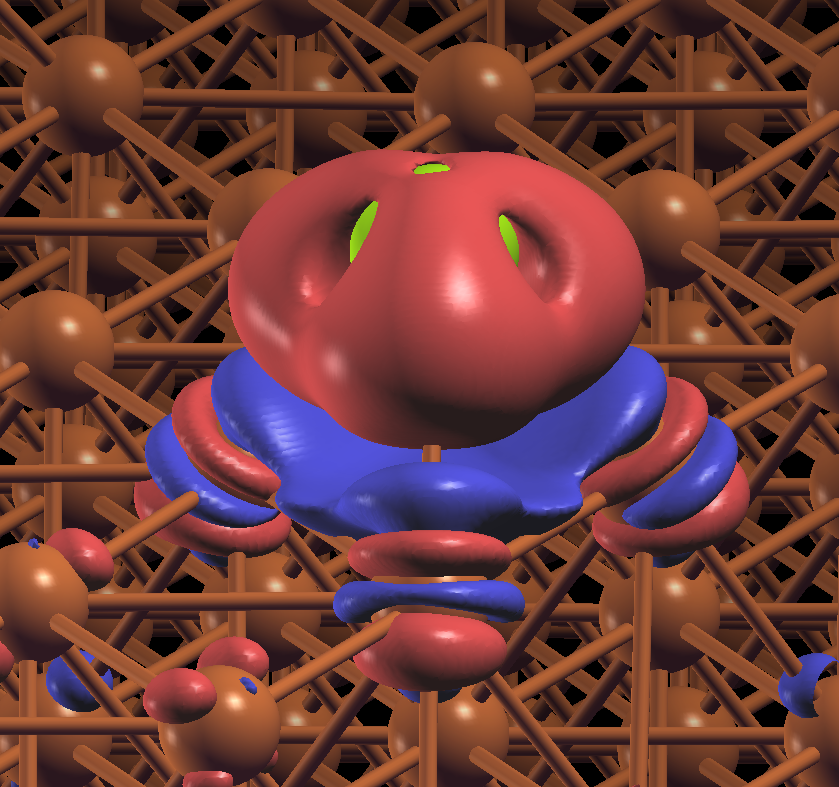
اختلاف چگالی الکترونی یک اتم کلر روی یک سطح مس (۱۱۱) به دست آمده با شبیه سازی DFT.

هم‌چنین، با کنترل دقیق ترتیب اتم‌های سطحی، می‌توان بازدهی بیشتری را بدست آورد: در حقیقت، در سیستم‌های نانومتری برای تخمین فعالیت الکتروکاتالیستی تعداد سایت‌های موجود برای واکنش پارامتر بهتری نسبت به سطح مؤثر است. سایت‌ها موقعیت‌هایی هستند که واکنش می‌تواند در آنجا رخ دهد. احتمال وقوع یک واکنش در یک سایت خاص به آرایش الکترونی کاتالیزور بستگی دارد، که انرژی جذب شده واکنش دهنده‌ها را به همراه بسیاری از متغیرهای دیگر، تعیین می‌کند.
مطابق مدل TSK، اتم‌های سطح کاتالیزور با توجه به موقعیتشان می‌توانند به عنوان اتم‌های تراس، پله یا گیر طبقه‌بندی شوند که هر کدام با یک عدد کوردیناسیون متفاوت مشخص می‌شوند. در اصل، اتم‌هایی که عدد کوردیناسیون کمتری دارند (گیرها و نقص‌ها) واکنش‌پذیرتر هستند و بنابراین راحت‌تر واکنش دهنده‌ها را جذب می‌کنند: این می‌تواند نرخ واکنش را افزایش دهد اما در صورتی که گونه‌های جذب شده واکنش‌دهنده نباشند، کاتالیزور غیرفعال می‌شود.
پیشرفت‌های فناوری نانو باعث شده که مهندسی سطح کاتالیزور به گونه‌ای انجام شود که فقط بعضی از صفحات کریستالی مورد نظر در معرض واکنش‌دهنده‌ها قرار داشته و تعداد سایت‌های مؤثر واکنش را به حداکثر برساند.
تا به امروز، نحوه وابستگی واکنش به سطح نتوانسته فرموله شود زیرا هر اثر سطحی کاملاً مختص یک واکنش است. چند طبقه‌بندی واکنش بر اساس وابستگی سطح آنها پیشنهاد شده‌است اما هنوز هم استثناهای بسیاری وجود دارد که در این طبقه‌بندی‌ها قرار نمی‌گیرند.

### اثر اندازه ذرات

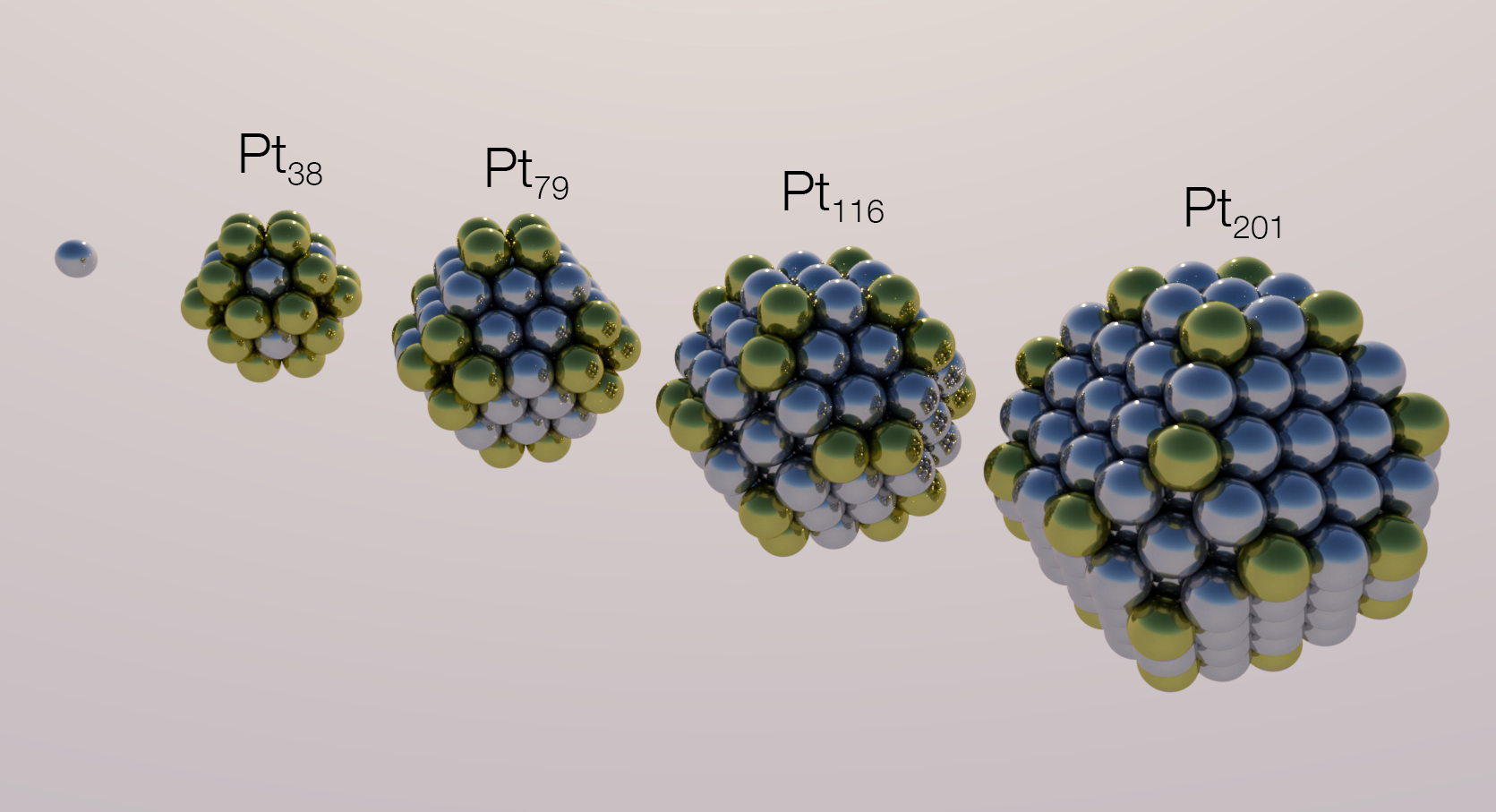
نمونه‌ای از اثر اندازه ذرات: تعداد سایت‌های واکنش در انواع مختلف به اندازه ذرات بستگی دارد. در این چهار مدل FCC، بین صفحات (۱۱۱) و (۱۰۰) (عدد کوردیناسیون ۶، نشان داده شده با کره‌های طلایی) تعداد سایت‌های گیر برای هر چهار نانوذره ۲۴ عدد است، در حالی که تعداد سایت‌های سطحی دیگر متفاوت است.

علاقه به کاهش هر چه بیشتر هزینه‌های کاتالیزور برای فرایندهای الکتروشیمیایی منجر به استفاده از پودرهای کاتالیزوری شد زیرا سطح ویژه با کاهش اندازه متوسط ذرات افزایش می‌یابد. به عنوان مثال، معمول‌ترین طراحی سلولهای سوختی PEM براساس غشای پلیمری است که در نانوذرات پلاتین به عنوان الکتروکاتالیست (به اصطلاح پلاتین سیاه) شارژ می‌شود.
اگرچه نسبت مساحت به حجم معمولاً به عنوان اصلی‌ترین پارامتر مربوط به اندازه الکتروکاتالیست با فعالیت آن شناخته می‌شود، برای درک اثر اندازه ذرات باید چندین پدیده دیگر نیز در نظر گرفته شود:
- شکل تعادل: برای هر اندازه از نانوذره، یک شکل تعادلی وجود دارد که دقیقاً صفحات کریستالی آن را تعیین می‌کند.
- تعداد نسبی سایت‌های واکنش: هر نانوذره بسته اندازه‌اش با تعداد معینی از اتم‌های سطح مطابقت دارد و فقط برخی از آنها دارای یک سایت واکنش هستند.
- آرایش الکترونی: در اندازه مشخص، تابع کار یک نانوذره تغییر می‌کند و ساختار زیرلایه آن تغییر می‌کند.
- نقص کریستالی: شبکه کریستالی نانوذرات کوچک کامل است؛ بنابراین، با کاهش اندازه ذرات، سرعت واکنش با افزایش نقوص زیاد می‌شود.
- عوامل پوشاننده: به منظور تثبیت نانوذرات، لایه پوششی لازم است، بنابراین بخشی از سطح آنها برای واکنشگرها در دسترس نیست.
- ساپورت: نانوذرات برای ماندن در محل غالباً روی تخته ثابت می‌شوند، بنابراین بخشی از سطح آنها برای واکنش دهنده‌ها در دسترس نیست.

## سلول‌های سوختی با اتانول
یک الکتروکاتالیست پلاتین و رادیم روی نانوذرات قلع دی اکسید با کربن می‌تواند پیوندهای کربن-کربن را در دمای اتاق بشکند و محصول فرعی دی اکسید کربن را تولید کند، به طوری که اتانول را می‌توان به گونه‌ای اکسید کرد که یون‌های هیدروژن و الکترون‌های موردنیاز برای تولید برق فراهم شود.